# 철산역
철산역(鐵山驛, Cheolsan station)은 경기도 광명시 철산3동에 있는 서울 지하철 7호선의 전철역이다. 인근에 광명시청과 광명시의회가 있다. 안양천 하저터널로 가산디지털단지역과 연결된다. 지도상으로는 직선역으로 그려져있지만 실제로는 상당히 심한 곡선역으로, 전국 철도역 중 실제와 지도의 편차가 가장 심한 역 중 하나. 오히려 지도상처럼 직선구조로 만드는게 유리한 환경에서 어떻게 그렇게 심한 곡선역으로 만들었는지 의문인 부분이다.

## 역사
- 2000년 2월 29일 : 서울 지하철 7호선 온수~신풍 구간 개통과 함께 영업 개시
- 2014년 6월 30일 : 1번 출구 에스컬레이터 개통
- 2014년 11월 30일 : 4번 출구 에스컬레이터 설치공사
- 2016년 3월 21일 : 4번 출구 에스컬레이터 개통

## 역 구조
2면 2선의 곡선 상대식 승강장이며, 스크린도어가 설치되어 있다. 출구는 4개이다. 이 역은 반대 방향으로 횡단이 불가능한 역이며 삼거리를 지나가기 때문에 상당히 구부러져 있어 승강장과 열차 사이의 단차가 매우 벌어져 있으므로 고속터미널역과 함께 특정역으로 분류된다.

### 승강장
| 가산디지털단지 ↑ |
| \| 상            |
| ↓ 광명사거리     |

| 상행 | ● 서울 지하철 7호선 | 가산디지털단지 · 강남구청 · 상봉 · 도봉산 · 장암 방면     |
| 하행 | ● 서울 지하철 7호선 | 광명사거리 · 온수 · 부천종합운동장 · 부천시청 · 석남 방면 |

## 역 주변
- 철산시장
- 중앙시장
- 철산로데오거리
- 신한은행 철산역지점
- 광명경찰서
- 철산4동 행정복지센터
- 광명시청
- 광명시의회
- 광명시민회관
- 철산3동 주민센터
- 철산3동 우체국
- 수원지방법원안산지원 광명시법원
- 광명세무서
- 한국전력공사 광명지점
- 철산고속시외버스정류장

## 사건

### 서울 지하철 7호선 방화 사건
2005년 1월 3일에 이 역과 가산디지털단지역 사이에서 열차 방화 사건이 일어났으나, 2003년의 대구 지하철 화재 참사와 다르게 인명 피해가 없었다. 이 사건으로 불에 탄 일부 객차는 8호선 전동차로 교체되었다.

## 이용객 변동
2000년 자료는 개통일인 2000년 2월 29일부터 12월 31일까지인 307일 기준으로 환산한 것이다.
| 노선  | 노선   | 일평균 인원수 (명/일) | 일평균 인원수 (명/일) | 일평균 인원수 (명/일) | 일평균 인원수 (명/일) | 일평균 인원수 (명/일) | 일평균 인원수 (명/일) | 일평균 인원수 (명/일) | 일평균 인원수 (명/일) | 일평균 인원수 (명/일) | 일평균 인원수 (명/일) | 각주  |
| 노선  | 노선   | 2000년                | 2001년                | 2002년                | 2003년                | 2004년                | 2005년                | 2006년                | 2007년                | 2008년                | 2009년                | 각주  |
| ----- | ------ | --------------------- | --------------------- | --------------------- | --------------------- | --------------------- | --------------------- | --------------------- | --------------------- | --------------------- | --------------------- | ----- |
| 7호선 | 승차   | 13,630                | 20,484                | 23,378                | 23,517                | 22,716                | 22,450                | 20,953                | 20,335                | 21,754                | 21,577                | [ 2 ] |
| 7호선 | 하차   | 13,054                | 19,371                | 22,109                | 22,208                | 21,263                | 21,388                | 19,967                | 19,395                | 20,918                | 21,071                | [ 2 ] |
| 7호선 | 승하차 | 26,684                | 39,856                | 45,487                | 45,725                | 43,979                | 43,837                | 40,920                | 39,731                | 42,672                | 42,647                | [ 2 ] |
| 노선  | 노선   | 2010년                | 2011년                | 2012년                | 2013년                | 2014년                | 2015년                | 2016년                | 2017년                |                       |                       | [ 2 ] |
| 7호선 | 승차   | 25,047                | 26,032                | 25,585                | 25,947                | 25,635                | 25,154                | 24,677                | 24,360                |                       |                       | [ 2 ] |
| 7호선 | 하차   | 24,511                | 25,465                | 25,243                | 25,748                | 25,486                | 25,222                | 24,908                | 24,665                |                       |                       | [ 2 ] |
| 7호선 | 승하차 | 49,559                | 51,496                | 50,828                | 51,695                | 51,121                | 50,376                | 49,585                | 49,025                |                       |                       | [ 2 ] |

## 인접한 역
| 서울 지하철 7호선            | 서울 지하철 7호선   | 서울 지하철 7호선        |
| ---------------------------- | ------------------- | ------------------------ |
| 746 가산디지털단지 장암 방면 | ● 서울 지하철 7호선 | 748 광명사거리 석남 방면 |